# Apache Continuum
Apache Continuum war ein System zur kontinuierlichen Integration. Beinhaltet sind Features wie automatisches Bauen, Releasemanagement, Rollenbasiertes Sicherheitssystem und Integration der populären Build- und Versionsverwaltungssysteme. Seit Mai 2016 wird es von der Apache Software Foundation nicht mehr weiter entwickelt.

## Features
Wie die meisten Server zur kontinuierlichen Integration ermöglicht Apache Continuum eine einfache Installation durch Deployment des Continuum Web Archives auf einem Application Server. Ebenso einfach lässt sich Continuum mittels Webinterface konfigurieren und neue Projekte anlegen bzw. diese konfigurieren.
Continuum unterstützt alle gängigen Versionsverwaltungssysteme wie Concurrent Versions System (CVS), Apache Subversion, Git, Rational ClearCase, Perforce, Starteam, Visual SourceSafe, CM Synergy, Bazaar und Mercurial, sowie Build Werkzeuge wie Apache Maven, Apache Ant und Shell Builds.
Apache Continuum unterstützt sowohl verteilte Builds, bei denen unterschiedliche Projekte auf unterschiedlichen Hosts gebaut werde, als auch parallele Builds, bei denen Projekte parallel auf einem oder mehreren Hosts gebaut werden. Damit werden die einzelnen Builds früher fertig und Softwareentwicklungsprojekte, die auf vielen einzelnen Projekten aufbauen, werden somit schneller gebaut.
Die Builds der einzelnen Projekte können manuell oder zeitlich geplant werden. Ebenfalls möglich sind Builds die auf Grund von Änderungen in der Versionsverwaltung automatisch gestartet werden – sogenannte Push-Builds. Die Ergebnisse der Builds werden nicht nur in Apache Continuum selbst angezeigt, sondern können auch als Nachrichten über den Builderfolg bzw. die aufgetretenen Fehler via E-Mail, XMPP (Jabber), Google Talk, Windows Live Messenger oder Internet Relay Chat an die Benutzer kommuniziert werden.